# Arius taylori
Arius taylori је зракоперка из реда Siluriformes. 

## Угроженост
Подаци о распрострањености ове врсте су недовољни.

## Распрострањење
Ареал врсте је ограничен на мањи број држава. 
Врста има станиште у Индонезији и Папуи Новој Гвинеји.

## Станиште
Станиште врсте су слатководна подручја. 
Врста је присутна на подручју острва Нова Гвинеја. 